# Daruvár (Románia)
 Daruvár, románul: Darova, németül: Darowa, ukránul: Дарова, falu Romániában, a Bánságban, Temes megyében, Daruvár község központja.

## Nevének változásai
1920-ban még Daruvar alakban írták.

## Története
A trianoni békeszerződésig Krassó-Szörény vármegye Lugosi járásához tartozott.

## Népessége
- 1900-ban 5759 lakosából 3642 volt román, 1838 német, 205 magyar és 74 egyéb (68 szlovák) anyanyelvű; 3638 ortodox, 2014 római katolikus, 51 evangélikus, 28 izraelita, 14 református, 13 görögkatolikus és 1 unitárius vallású.
- 2002-ben a 3208 lakosából 2800 fő volt román,  350 ukrán, 31 magyar, 12 német, 7 zsidó, 5 cigány, 2 szlovák és 1 olasz. A népességből 2481 fő ortodox, 297 pünkösdista, 140 baptista, 94 görögkatolikus, 53 adventista, 49 római katolikus, 15 református és 79 egyéb vallású illetve ateista volt.